# Distribución de frecuencias

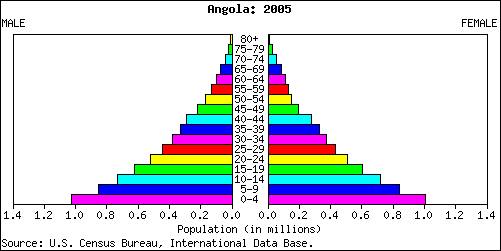
Ejemplo de distribución de frecuencias, una pirámide poblacional.

En estadística, la distribución de frecuencias es la agrupación de datos en categorías mutuamente excluyentes que indican el número de observaciones en cada categoría. Esto proporciona un valor añadido a la agrupación de datos. Son tablas de datos en categorías que se disponen a las modalidades de las variables por filas. En las columnas se dispone el número de ocurrencia, por cada valor u porcentaje

## Tipos de frecuencias

### Frecuencia absoluta
La frecuencia absoluta es el número de veces que aparece un determinado valor estadístico y técnico. Se representa por fila. Se suele representar con números. Se representa donde el subíndice representa cada uno de los valores.

### Frecuencia relativa porcentual
La frecuencia relativa es igual al número de veces que se repite un evento o sea la frecuencia multiplicado por el 100% y dividida entre el total de los datos
Ejemplo:
Frecuencia* % = %
Total de frecuencia
15* 100% = 1,500 = 15%
Es el total de la frecuencia relativa del 100% o 99% dependiendo de los decimales que uses.

### Frecuencia acumulada
La frecuencia acumulada es la suma de las frecuencias absolutas de todos los valores inferiores o iguales al valor considerado.
La frecuencia acumulada es la frecuencia estadística F(XXr) con que el valor de una variable aleatoria (X) es menor que o igual a un valor de referencia (Xr).
La frecuencia acumulada relativa se deja escribir como Fc(X≤Xr), o en breve(Xr), y se calcula de:
```
   Fc (Hr)  = HXr / N
```

donde MXr es el número de datos X con un valor menor que o igual a Xr, y N es número total de los datos.
En breve se escribe:
```
   Fc = M / N
```

Cuando Xr=Xmin, donde Xmin es el valor mínimo observado, se ve que Fc=1/N, porque M=1. Por otro lado, cuando Xr=Xmax, donde Xmax es el valor máximo observado, se ve que Fc=1, porque M=N.
En porcentaje la ecuación es:
```
   Fc(%) = 100 M / N
```

### Frecuencia relativa acumulada
La frecuencia relativa acumulada es el cociente entre la frecuencia acumulada de un determinado valor y el número total de 
datos. Se puede expresar en tantos por ciento.
Ejemplo:
Durante el mes de julio, en una ciudad se han registrado las siguientes temperaturas máximas:
32, 31, 28, 29, 33, 32, 31, 30, 31, 31, 27, 44

### Distribución de frecuencias agrupadas
La distribución de frecuencias agrupadas o tabla con datos agrupados se emplea si las variables toman un número grande de valores o la variable es continua. Se agrupan los valores en intervalos que tengan la misma amplitud denominados clases. A cada clase se le asigna su frecuencia correspondiente.
Límites de la clase. Cada clase está delimitada por el límite inferior de la clase y el límite superior de la clase.
La amplitud de la clase es la diferencia entre el límite superior e inferior de la clase. La marca de clase es el punto medio de cada intervalo y es el valor que representa a todo el intervalo para el cálculo de algunos parámetros.
En caso de que el primer intervalo sea de la forma (-∞,k], o bien [k,+∞) donde k es un número cualquiera, en el caso de (-∞,k], para calcular la marca de clase se tomará la amplitud del intervalo adyacente al (ai+1), y la marca de clase será ((k-ai+1) +k)/2.
En el caso del intervalo [k,+∞) también se tomará la amplitud del intervalo adyacente al (ai-1) siendo la marca de clase ((k+ai-1)+k)/2.
Construcción de una tabla de datos agrupados:
3, 15, 24, 28, 33, 35, 38, 42,8, 38, 36, 34, 29, 25, 17, 7, 34, 36, 39, 44, 31, 26, 20, 11, 13, 22, 27, 47, 39, 37, 34, 32, 35, 28, 38, 41, 48, 15, 32, 13.
1. Se localizan los valores menor y mayor de la distribución. En este caso son 3 y 48.
2. Se restan y se busca un número entero un poco mayor que la diferencia

!xi
!ni 
!Ni
!fi
!Fi       
|-
```
|[0, 5)  || 2.5 ||  1  ||  1  || 0.025 || 0.025 
```

|- 
|[5, 10) || 7.5 ||  1  ||  2  || 0.025 || 0.050 
|-
```
|[10, 15)|| 12.5||  3  ||  5  || 0.075 || 0.125 
```

|-
```
|[15, 20)|| 17.5||  3  ||  8  || 0.075 || 0.200 
```

|-
```
|[20, 25)|| 22.5||  3  ||  11 || 0.075 || 0.275
```

|-
```
|[25, 30)|| 27.5||  6  ||  17 || 0.150 || 0.425 
```

|-
```
|[30, 35)|| 32.5||  7  ||  24 || 0.175 || 0.600 
```

|-
```
|[35, 40)|| 37.5||  10 ||  34 || 0.250 || 0.850 
```

|-
```
|[40, 45)|| 42.5||  4  ||  38 || 0.100 || 0.950 
```

|-
```
|[45, 50)|| 47.5||  2  ||  40 || 0.050 ||  1 
```

|-
```
| Total: || 	 ||  40 ||     ||  1	||
```

|}